# Petropedetidae
Petropedetidae is een familie van de kikkers (Anura). De groep werd voor het eerst wetenschappelijk beschreven door Gladwyn Kingsley Noble in 1931. Oorspronkelijk werd de wetenschappelijke naam Petropedetinae gebruikt.
Deze familie werd lange tijd als onderfamilie (Petropedetinae) van de echte kikkers (Ranidae) beschouwd, tegenwoordig als aparte familie. Alle soorten komen voor in Afrika. Vroeger behoorde de bijna 90 soorten uit het geslacht Phrynobatrachus ook tot deze groep, maar deze kikkers worden tegenwoordig beschouwd als een aparte familie (Phrynobatrachidae). 
Er zijn tegenwoordig twaalf verschillende soorten in drie geslachten. 

## Taxonomie
Familie Petropedetidae
- Geslacht Arthroleptides
- Geslacht Ericabatrachus
- Geslacht Petropedetes

Allophrynidae · 
Alsodidae · 
Alytidae · 
Aromobatidae · 
Arthroleptidae · 
Myobatrachidae · 
Batrachylidae · 
Blaasoppies · 
Bombinatoridae · 
Boomkikkers · 
Brachycephalidae · 
Calyptocephalellidae · 
Ceratobatrachidae · 
Ceratophryidae · 
Conrauidae · 
Craugastoridae · 
Cycloramphidae · 
Dicroglossidae · 
Echte kikkers · 
Eleutherodactylidae · 
Fluitkikkers · 
Glaskikkers · 
Gouden kikkers · 
Graafkikkers · 
Hemiphractidae · 
Hylodidae · 
Knoflookpadden · 
Limnodynastidae · 
Megophryidae · 
Mexicaanse gravende padden · 
Micrixalidae · 
Microhylidae · 
Nasikabatrachidae · 
Nieuw-Zeelandse oerkikkers · 
Nyctibatrachidae · 
Odontobatrachidae · 
Odontophrynidae · 
Padden · 
Pelodytidae · 
Petropedetidae · 
Phrynobatrachidae · 
Pijlgifkikkers · 
Ptychadenidae · 
Pyxicephalidae · 
Ranixalidae · 
Rhinodermatidae · 
Rietkikkers · 
Scaphiopodidae · 
Schuimnestboomkikkers · 
Seychellenkikkers · 
Spookkikkers · 
Staartkikkers · 
Telmatobiidae · 
Tongloze kikkers